# Phyllomacromia caneri
Phyllomacromia caneri – gatunek ważki z rodziny Macromiidae.